# 2011-2014 Best Of Apink
2011-2014 Best Of Apink (Korean Ver.) là một album tuyển tập các bài hát của nhóm nhạc nữ Hàn Quốc Apink. Album được Universal Music Japan phát hành vào ngày 17 tháng 12 năm 2014 tại thị trường Nhật Bản.

## Danh sách bài hát
| STT | Nhan đề                             | Phổ lời                       | Phổ nhạc                                    | Thời lượng |
| --- | ----------------------------------- | ----------------------------- | ------------------------------------------- | ---------- |
| 1.  | "Mollayo" (I Don't Know - モルラヨ) | Super Changddai               | Super Changddai                             | 03:42      |
| 2.  | "My My"                             | Rado, Shinsadong Tiger        | Rado, Shinsadong Tiger                      | 03:56      |
| 3.  | "Bubibu"                            | Golden Doohyun, Playing Child | Golden Doohyun, Playing Child, Shim Man Joo | 03:40      |
| 4.  | "0419" (4월 19일, lit. "April 19")  | Chorong                       | Kim Jin Hwan                                | 04:19      |
| 5.  | "NoNoNo"                            | Shinsadong Tiger, Kupa        | Shinsadong Tiger, Kupa                      | 03:40      |
| 6.  | "Hush"                              | Rado, Hyuwoo                  | Rado, Hyuwoo                                | 03:30      |
| 7.  | "It Girl"                           | Kim Gunwoo                    | Kim Gunwoo, Songgihong in BlueBridge        | 03:23      |
| 8.  | "U You"                             | Golden Doohyun                | Golden Doohyun, Playing Child, Oh Hyunho    | 03:25      |
| 9.  | "Crystal"                           | e.one                         | e.one                                       | 03:24      |
| 10. | "Mr. Chu" (On Stage)                | Duble Sidekick, David Kim     | Duble Sidekick, SEION                       | 03:24      |
| 11. | "Good Morning Baby"                 | Duble Sidekick                | Duble Sidekick                              | 03:40      |

## Bảng xếp hạng
| 2014                                                                           | 2011-2014 Best Of Apink -Korean Ver.- - Phát hành: 17 tháng 12 năm 2014 - Nhãn đĩa: Universal Music Japan - Định dạng: CD | — | 56 | - Nhật Bản: 3.229+ |
| "—" nghĩa là không được xếp hạng hoặc không được phát hành ở vùng lãnh thổ đó. | |   |    |                    |